# Enfoirés Kids
 (décembre 2017).
Si vous disposez d'ouvrages ou d'articles de référence ou si vous connaissez des sites web de qualité traitant du thème abordé ici, merci de compléter l'article en donnant les références utiles à sa vérifiabilité et en les liant à la section « Notes et références ».
Enfoirés Kids est une émission de télévision mettant en scène un concert unique ayant eu lieu et été enregistré le 19 novembre 2017 à l'Arena du Pays d'Aix, tourné par séquences dans des conditions différentes d'un live classique. Ce sont des artistes de la jeune génération, principalement issus de l'émission The Voice Kids, qui chantent au profit des Restos du Cœur, accompagnés par trois Enfoirés : Patrick Fiori, Jenifer et Michaël Youn. Ce concert a été diffusé à la télévision le 1er décembre 2017 sur TF1, date de la sortie de l'album Génération Enfoirés, reprenant les chansons du spectacle interprétées par les jeunes artistes.

## Artistes
Les artistes présents lors du spectacle sont :

### Enfants

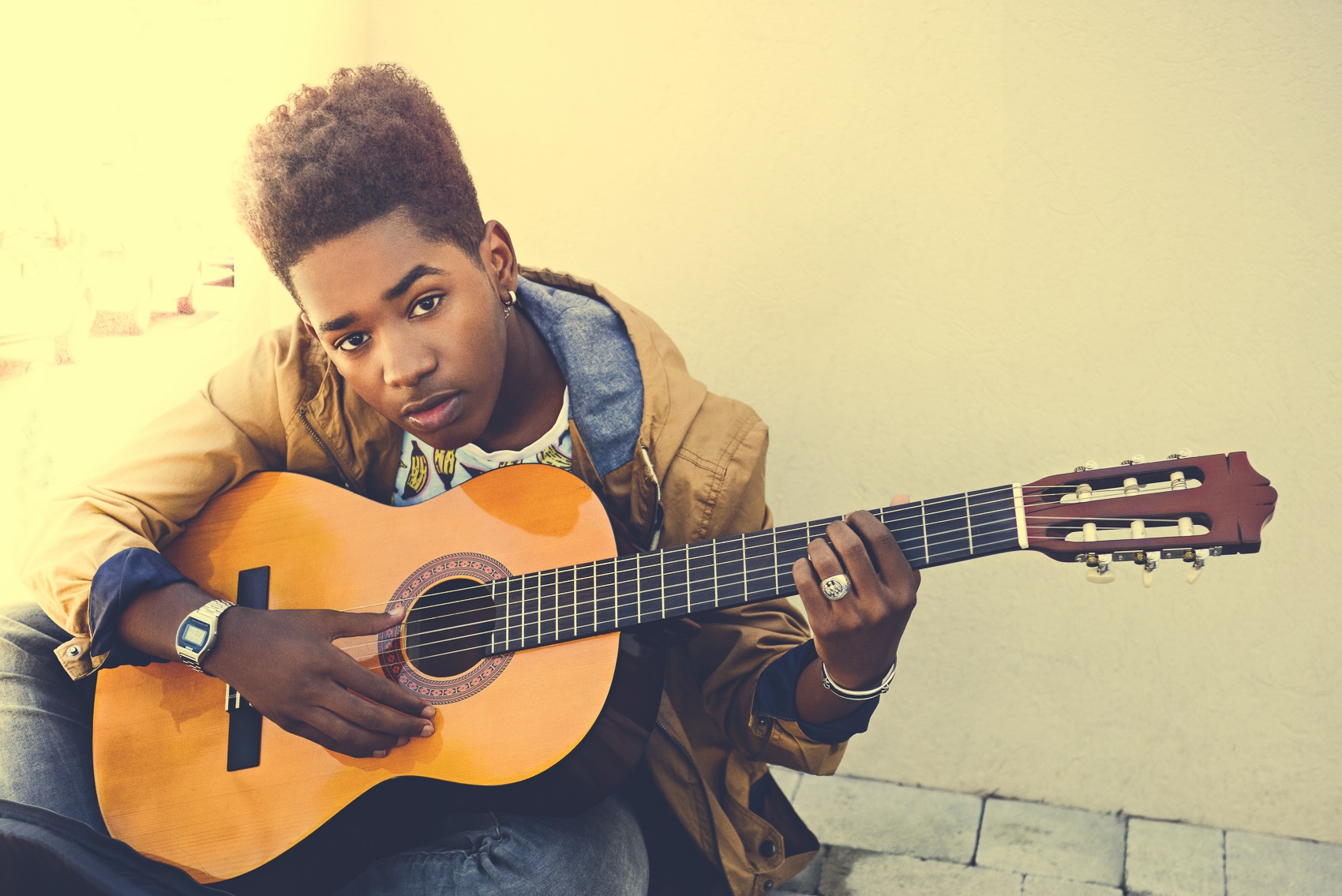
Lisandro Cuxi
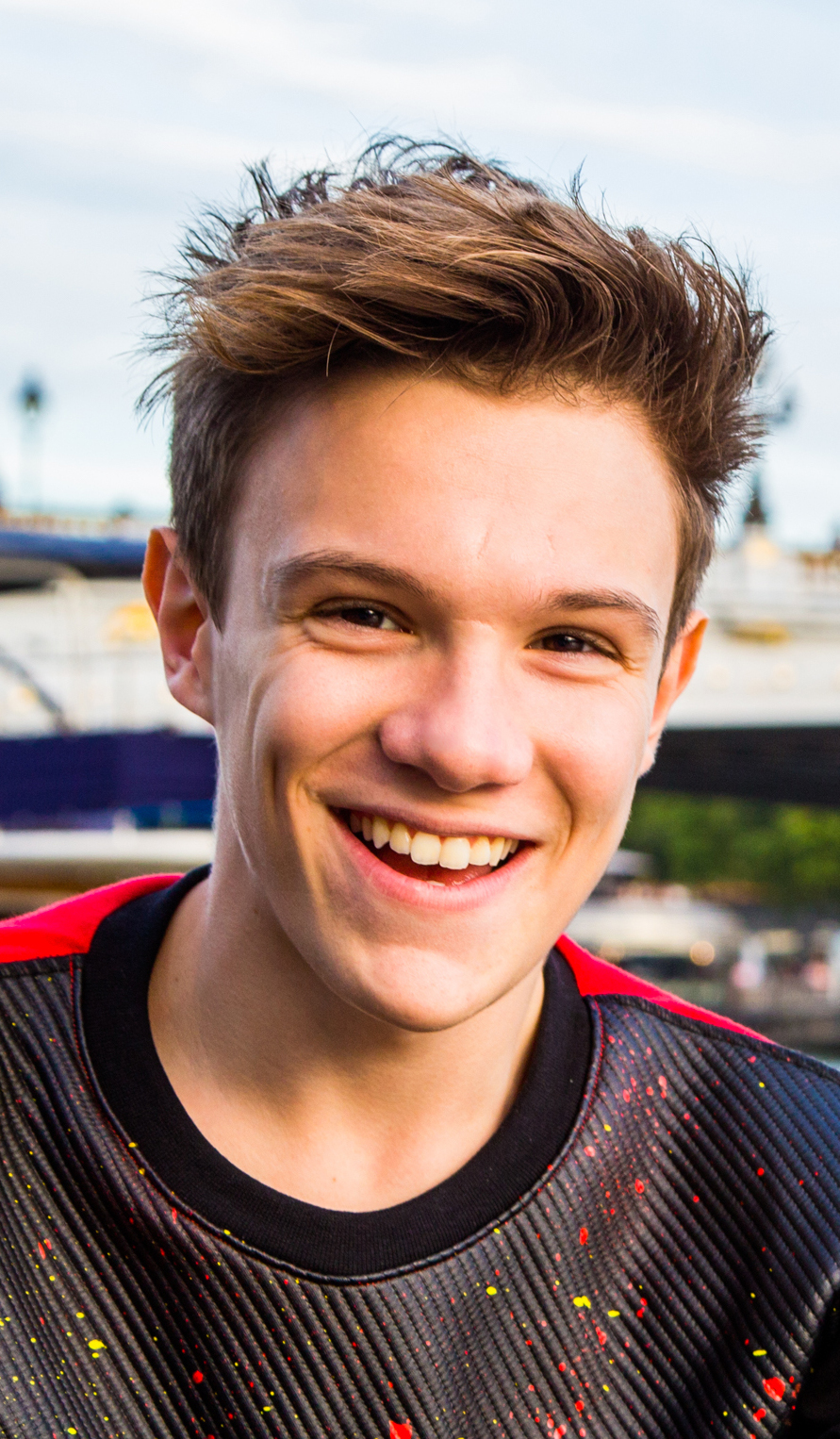
Lennikim

- Alexander Wood
- Amandine Prost
- Hakob Ghasabian
- Mareva
- Antoine Loy
- Angélina Nava
- Antoine Letouzé
- Betyssam
- Cassidy Cruiks
- Carla Georges
- Georgia Maritoni
- Martin Rosini
- Jane Constance
- Lisandro Cuxi
- Lou Jean
- Leelou Garms
- Lennikim
- Manuela Diaz
- Evän Devillard
- Marco Ferreira
- New Poppys

- Lisandro Cuxi
- Lennikim

### Enfoirés
- Patrick Fiori
- Jenifer
- Michaël Youn
- Sébastien Chabal (magnéto durant l'émission télé)
- Lorie (magnéto durant l'émission télé)

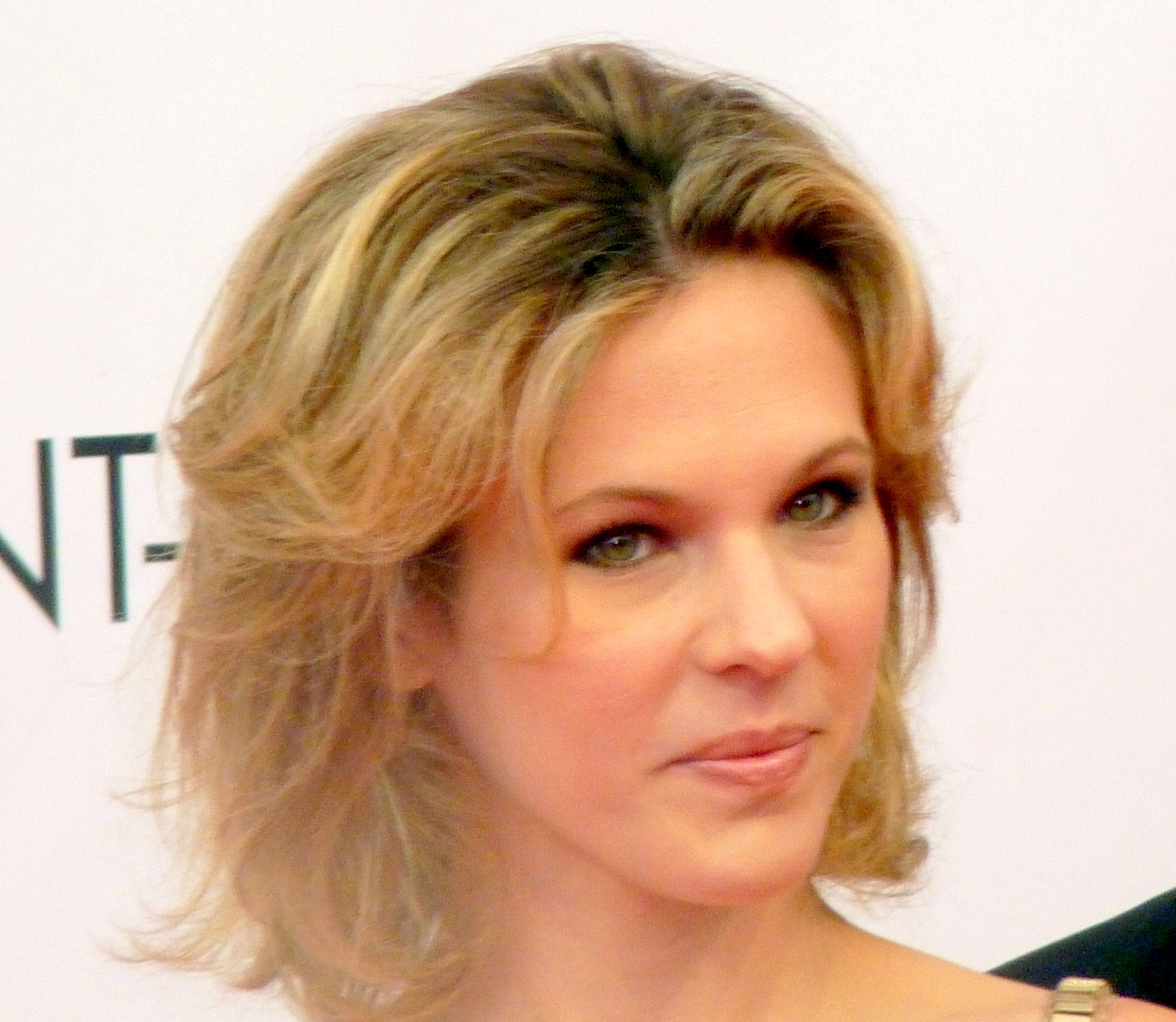
Lorie
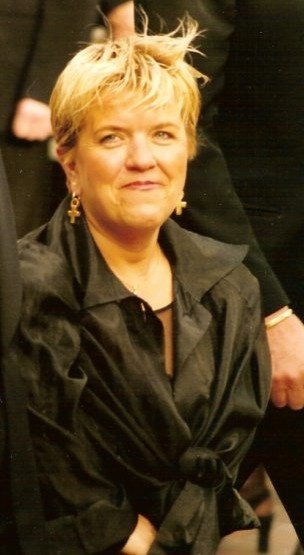
Mimie Mathy (magnéto durant l'émission télé)
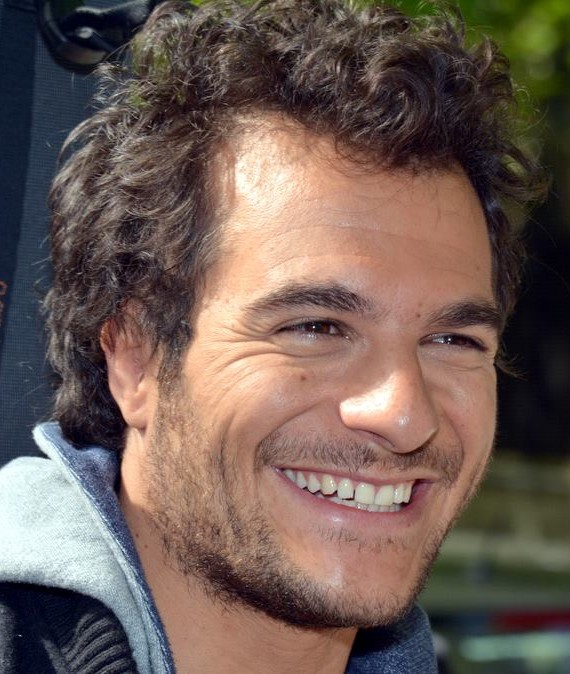
Amir (magnéto durant l'émission télé)
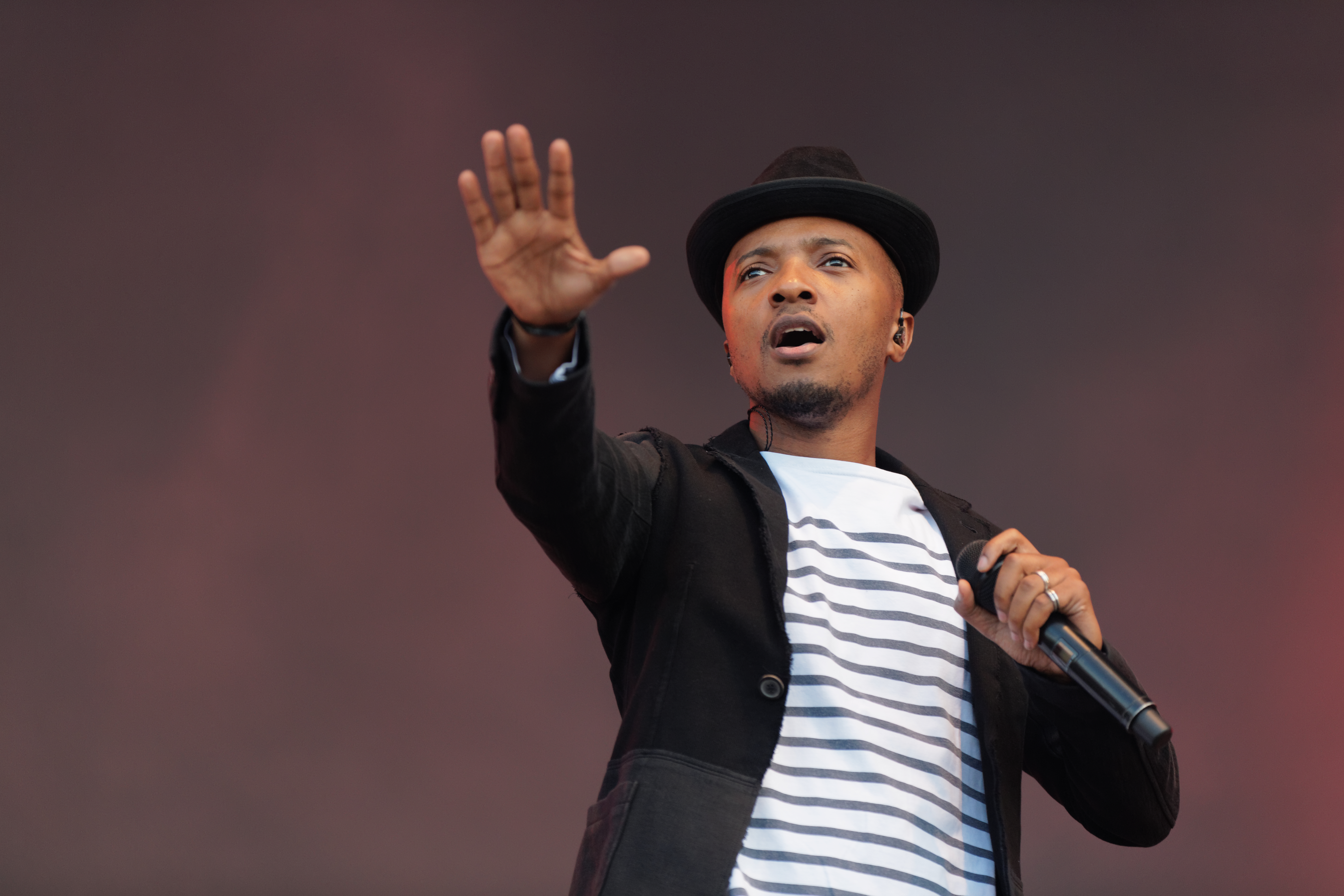
Soprano (magnéto durant l'émission télé)

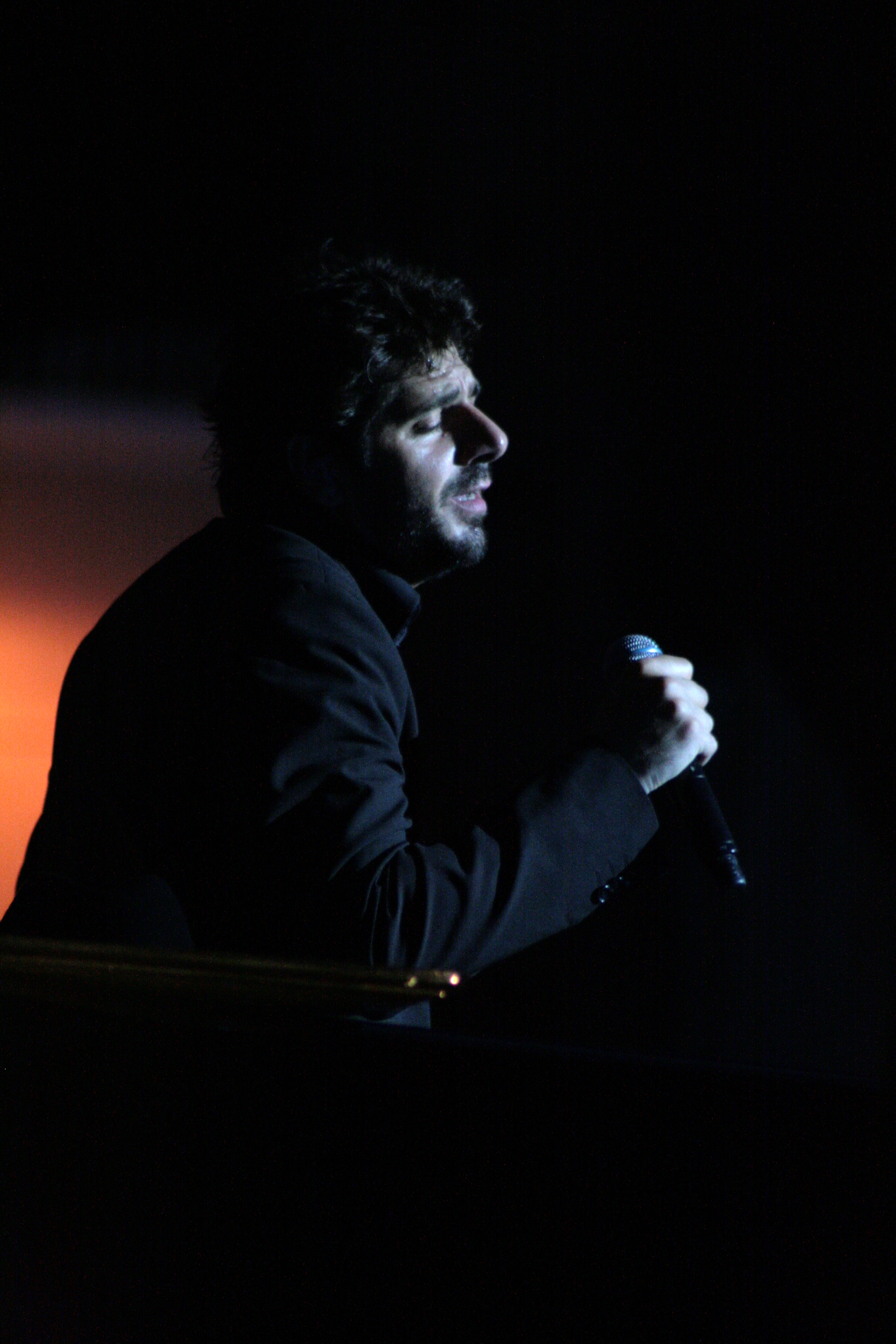
Patrick Fiori
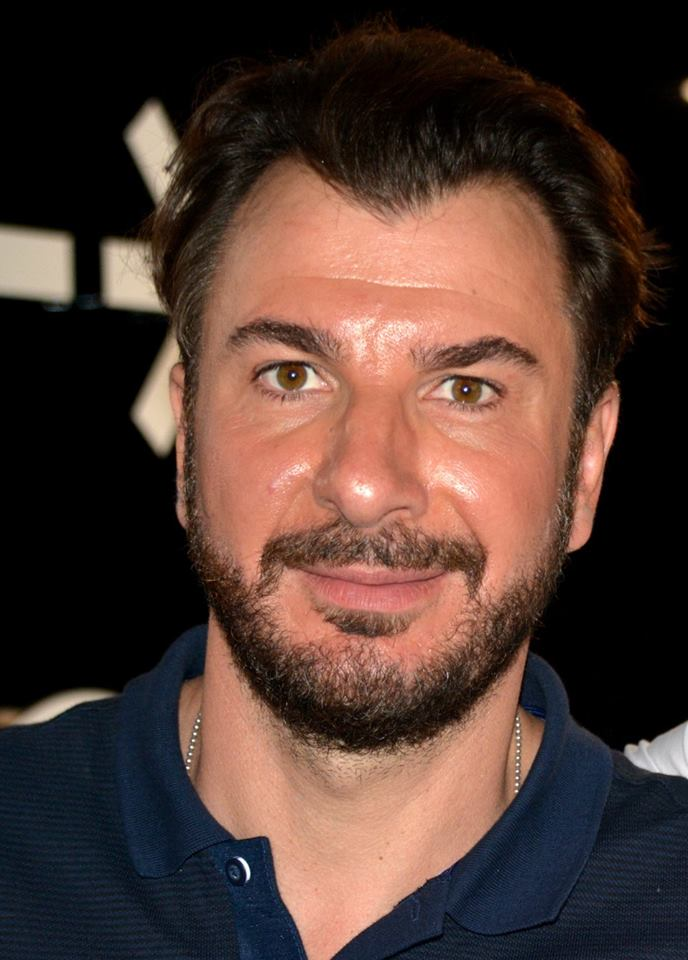
Michaël Youn
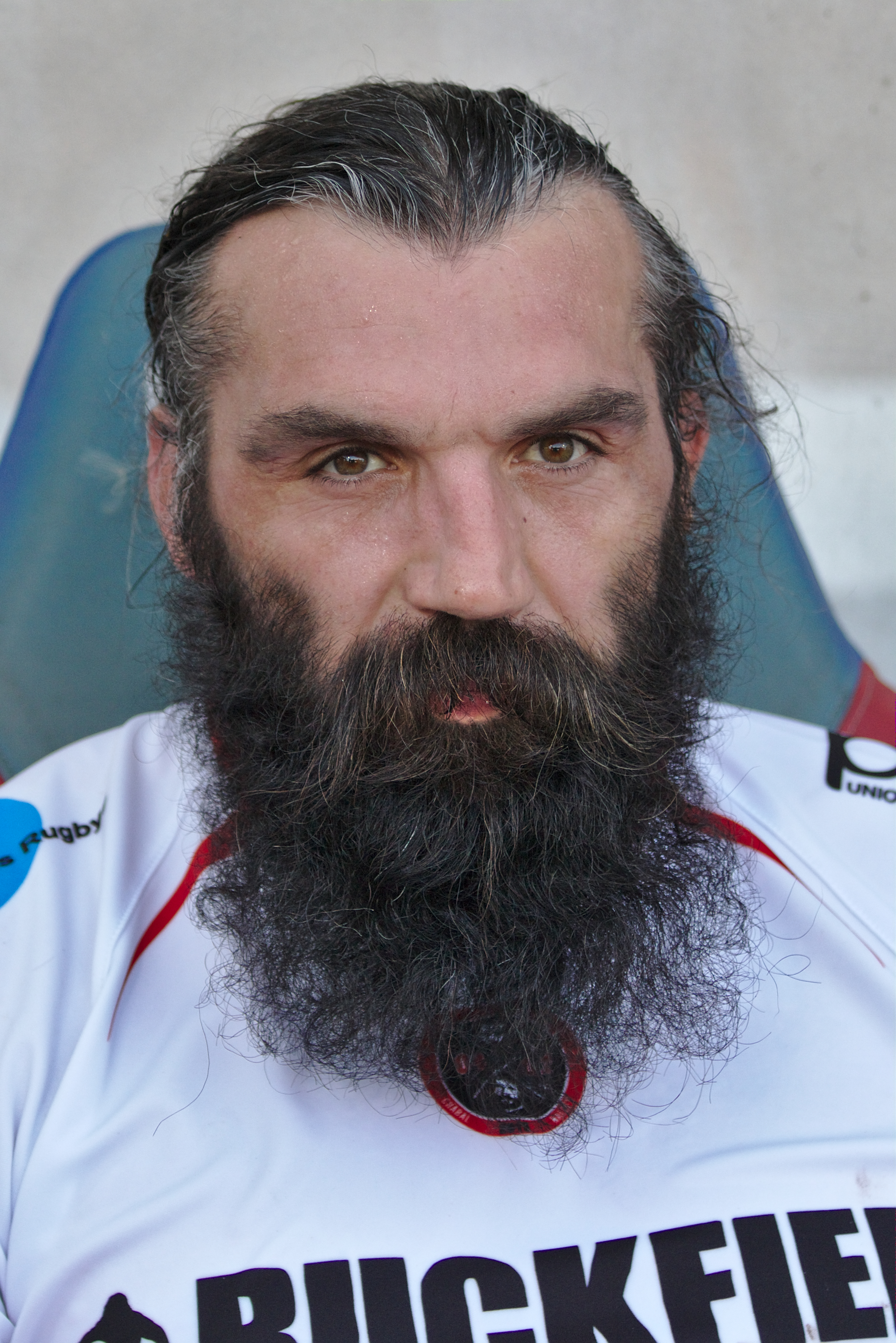
Sébastien Chabal

- Lorie
- Mimie Mathy
- Amir
- Soprano

## Chansons chantées
1. Toi + Moi (de Grégoire)
2. Clown (de Soprano) : Angélina Nava, Leelou Garms, Manuela Diaz et Lou Jean
3. Le soldat (Florent Pagny) 
  1. Le dormeur du val (Arthur Rimbaud) : Michaël Youn
  2. Le soldat (Florent Pagny) : Matéo, Amandine, Lennikim, Bettysam, Antoine, Cassidy, Martin, Jane Constance
4. Le Temps qui court (d'Alain Chamfort) : Antoine, Cassidy, Angélina, Leelou, Amandine, Bettysam, Génération Enfoirés
5. Et maintenant (de Gilbert Bécaud) : Lisandro Cuxi et Carla Georges
6. Place des grands hommes (de Patrick Bruel) : Angélina, Evan, Amandine, Cassidy
7. À quoi ça sert l'amour (d'Édith Piaf et Théo Sarapo) : Antoine, Jenifer, Patrick Fiori, Michaël Youn, Mareva, Génération enfoirés
8. Mistral gagnant (de Renaud) : Angélina Nava et Matéo
9. Que serais-je sans toi (de Jean Ferrat) : Marco, Amandine Prost, Martin, Jane Constance
10. Bella (de Maître Gims) : Manuela Diaz, Evän Devillard et Marco, Robin
11. Attention au départ (des Enfoirés) : Carla Georges, Manuela Diaz, Evän Devillard, Marco, Antoine Letouzé, Génération Enfoirés
12. Écris l'histoire (de Grégory Lemarchal) : Lisandro Cuxi, Leelou Garms et Lou Jean.
13. Mademoiselle chante le blues (Patricia Kaas) 
  1. Mademoiselle chante le blues (Patricia Kaas) : Angélina, Lou, Leelou
  2. Hit the Road Jack (Percy Mayfield) : Bettysam
  3. Fever (Little Willie John) : Cassidy
  4. Tout le monde veut devenir un cat (Les Aristochats) : Amandine
14. Dis, quand reviendras-tu ? (de Barbara) : Lou, Marco, Cassidy, Antoine
15. Aimer à perdre la raison (de Jean Ferrat) : Jane Constance, Matéo, Lisandro Cuxi, Marco, Génération Enfoirés
16. Quelqu'un m'a dit (de Carla Bruni) : Mareva, Evan, Leelou, Lennikim
17. Si l'on s'aimait, si (des Enfoirés) : Alexander Wood, Carla, Lennikim, Lou, Génération Enfoirés
18. L'amour existe encore (de Céline Dion) : Lisandro Cuxi, Matéo, Antoine, Alexander Wood, Leelou, Carla, Mareva, Bettysam
19. Ici les Enfoirés (des Enfoirés): Hakob, Martin, Robin, Mareva, Génération Enfoirés
20. On s'attache (de Christophe Maé) : Jane Constance, Lennikim, Manuela, Hakob
21. La Chanson des restos (des Enfoirés) : Génération Enfoirés, participation vidéo de Omar Sy, Hugo Lloris, Philippe Lacheau, Antoine Griezmann
22. Un jour de plus au paradis (Les Enfoirés) : Lou, Lisandro Cuxi, Carla, Alexander Wood